# Santa Lucia Range
Santa Lucia Range (česky pohoří svaté Lucie) je horské pásmo v Kalifornii, ve Spojených státech amerických. Leží v jihozápadní části Kalifornie, při pobřeží Tichého oceánu, v Monterey County a San Luis Obispo County.
Nejvyšší vrchol Junipero Serra Peak má výšku 1 787 m.
Santa Lucia Range je součástí Kalifornského pobřežního pásma. Hlavní horninou pohoří je druhohorní granit.

## Geografie
Pohoří se rozkládá ze severozápadu od města Monterrey směrem na jihovýchod podél Tichého oceánu až k řece Cuyama River a vodní nádrži Twitchell. Má délku více než 160 km a maximální šířku do 50 km.

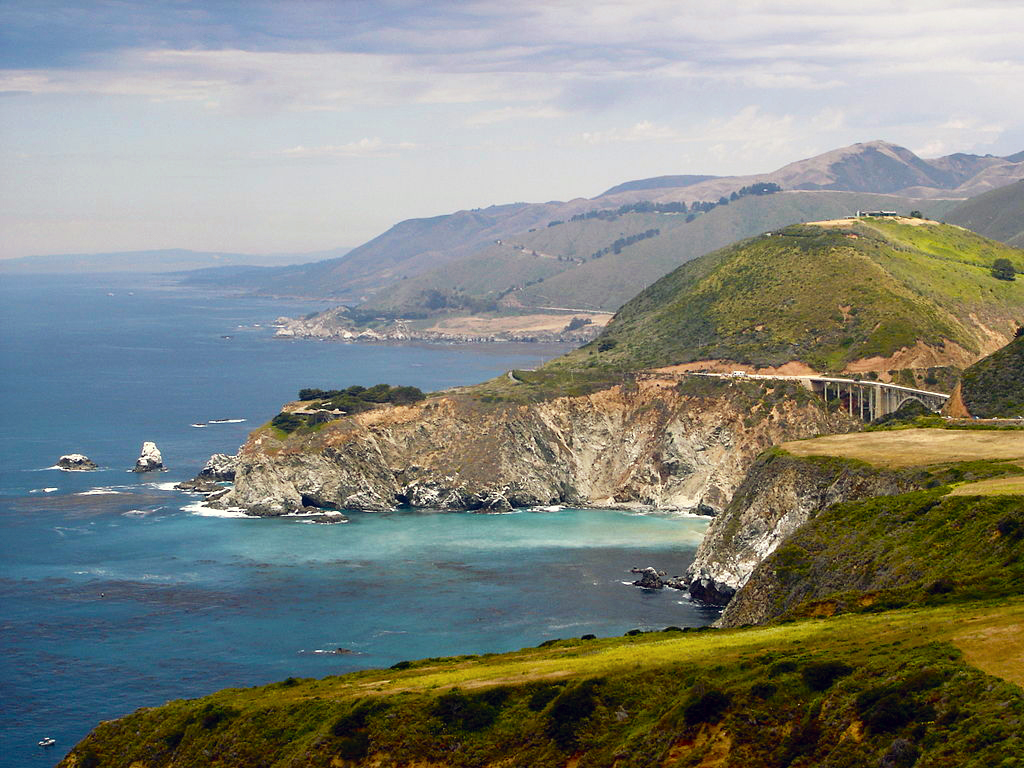
Západní pobřežní část Santa Lucia Range

Podél pobřeží prochází slavná kalifornská silnice California State Route 1. Nejvyšší horou pohoří je s výškou 1 787 m Junipero Serra Peak. Leží v západní části Santa Lucia Range. Jižně od něj dominuje pobřežní části Cone Peak (1 571 m). Odtud se směrem na východ výška pohoří snižuje. V blízkosti známého sídla Hearst Castle vystupuje nad okolní vrcholy Pine Mountain (1 095 m).

## Vegetace
Západní část pohoří při Tichém oceánu je více vlhká. Rostou zde především sekvoje vždyzelené, douglasky tisolisté, planiky menziesové a místní endemické jedle kalifornské a cypřiše. V nejvyšších polohách rostou jedle ojíněné. Východní strana pohoří je sušší, dominují křoviny, dále borovice (borovice coulterova a pinus sabiniana) a řídké dubové porosty.

## Fauna
Faunu pohoří tvoří jelenci černoocasí, medvědi hnědí, pumy americké, na pobřeží lze vidět lachtany kalifornské a podél pobřeží migrují plejtvákovci šedí.

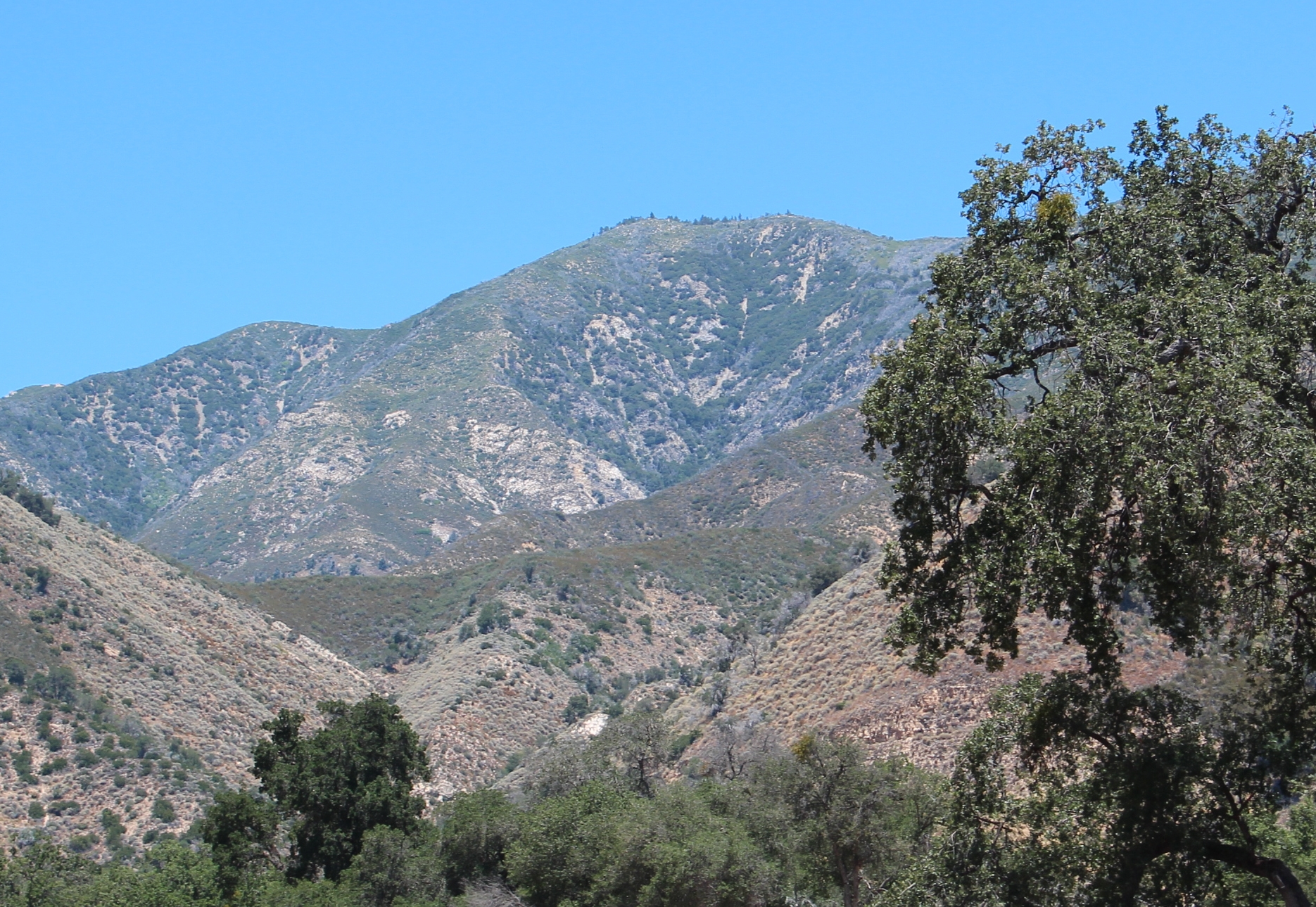
Junipero Serra Peak

## Nejvyšší hory
- Junipero Serra Peak (1 787 m)
- Cone Peak (1 572 m)
- Ventana Double Cone (1 480 m)
- Mount Carmel (1 347 m)